# Крещенка (Башкортостан)
Крещенка (баш. Крещенка) — деревня в Бураевском районе Республики Башкортостан Российской Федерации. Входит в состав Вострецовского сельсовета. 

## География

### Географическое положение
Расстояние до:
- районного центра (Бураево): 27 км,
- центра сельсовета (Вострецово): 6 км,
- ближайшей ж/д станции (Янаул): 95 км.

## Население
| 2002 | 2009 | 2010 |
| ---- | ---- | ---- |
| 14   | ↘9   | ↘5   |

Национальный состав
Согласно переписи 2002 года, преобладающие национальности — русские (57 %), башкиры (36 %).